# Barnut de Rügen
Barnut de Rügen, connu aussi sous le nom de Barnuta, est né avant 1193 et est mort vers 1237. Il est prince de Rügen (1218-1221).
Le nom de Barnut est mentionné pour la première fois en 1193. Vers l’an 1200, il possède un grand territoire entre la rivière Ryck et le Strelasund (bras de mer séparant l’île de Rügen du continent), notamment la Terra Gristow (aujourd’hui Mesekenhagen) et l’île de Koos. Pour faire face à la menace des ducs de Poméranie occidentale, il a créé des postes avancés à Niederhof et Stahlbrode.
Après le décès de son père Jaromar Ier, il devient le prince de Rügen en 1218. Pour une raison inconnue, il laisse le trône à son frère Wislaw  en 1221. On retrouve encore son nom dans un document de 1237.

## Source
- (de) Cet article est partiellement ou en totalité issu de l’article de Wikipédia en allemand intitulé « Barnuta » (voir la liste des auteurs).